# Stigmacros nitida
Stigmacros nitida är en myrart som beskrevs av Mcareavey 1957. Stigmacros nitida ingår i släktet Stigmacros och familjen myror. Inga underarter finns listade i Catalogue of Life.